# Prionopaltis consocia
Prionopaltis consocia är en fjärilsart som beskrevs av W. Warren 1892. Prionopaltis consocia ingår i släktet Prionopaltis och familjen Crambidae. Inga underarter finns listade i Catalogue of Life.